# Wisut Milan Jultanu
Wisut Milan Jultanu (thailändisch วิสุทธิ์ มิลาน จุลธนู; * 3. September 2003 in Trat) ist ein deutsch-thailändischer Fußballspieler.

## Karriere
Wisut Milan Jultanu steht seit 2023 beim Dragon Pathumwan Kanchanaburi FC unter Vertrag. Der Verein aus Kanchanaburi spielt in der zweiten Liga, der Thai League 2. Sein Zweitligadebüt gab Jultanu am 27. Januar 2024 (21. Spieltag) im Auswärtsspiel gegen den Chainat Hornbill FC. Bei der 1:0-Niederlage wurde er in der 90.+7 Minute für Athatcha Rahongthong eingewechselt. Am 15. Juni 2024 stand er mit Kanchanaburi im Finale des FA Cup. Das Spiel gegen den Erstligisten Bangkok United verlor man nach Elfmeterschießen.

## Erfolge
Dragon Pathumwan Kanchanaburi FC
- Thailändischer Pokalfinalist: 2023/24